# Hirikole, Belur
Hirikole là một làng thuộc tehsil Belur, huyện Hassan, bang Karnataka, Ấn Độ.